# Cantua Creek
Cantua Creek (auparavant Cantua et Cantuna) est une census-designated place située dans le comté de Fresno, dans l’État de Californie, aux États-Unis. Sa population s’élevait à 466 habitants lors du recensement de 2010.

## Démographie
| 2000 | 2010 | - | - | - | - |
| ---- | ---- | - | - | - | - |
| 655  | 466  | - | - | - | - |

## Source
- (en) Cet article est partiellement ou en totalité issu de l’article de Wikipédia en anglais intitulé « Cantua Creek, California » (voir la liste des auteurs).

1. ↑  Durham, David L. (1998). California's Geographic Names: A Gazetteer of Historic and Modern Names of the State. Clovis, Calif.: Word Dancer Press. p. 1012  (ISBN 1-884995-14-4)
2. ↑  (en) « Domestic Names », sur geonames.usgs.gov (consulté le 16 novembre 2023).
3. ↑  « Statistiques des États-Unis (Californie) - Profils des communautés de 2010 » (consulté en novembre 2020)